# Подручје без сигнала (ТВ серија)
Подручје без сигнала jeсте хрватска драмска серија која се од 27. децембра 2021. до 31. јануара 2022. године емитовала на програму ХРТ 1. 
Редитељ серије је Далибор Матанић, а продуцент Анкица Јурић Тилић. Серија је снимљена у продукцији Кинорама за ХРТ и копродукцији српске продукцијске куће Sense Production, словеначке Perfo Production, те финске Citizen Jane. Темељи се на истоименом роману Роберта Перишића.
Серија је 31. августа 2021. имала светску премијеру на фестивалу телевизијских серија, Series Mania, у француском граду Лилу.
Снимање серије почело је 30. септембра у Дугој Реси, а осим у Хрватској, снимало се у Финској и у Тунису.
Серија је почела с емитовањем у Србији 19. фебруара 2022. на РТС-у, а касније ће бити емитована у Словенији на каналу Про плус исте године.

## Радња
Нуштин је некада био индустријско средиште, а данас станиште губитника транзиције. Тамо нема ничега, па ни сигнала. Не може се пронаћи на мапи јер заправо не постоји, али је симбол свих градова нашег региона које је приватизација успавала. Поновним оживљавањем затворене фабрике и буђењем становника утонулих у безнађе главни ликови Олег и Никола мењају и себе.

## Улоге
| Глумац             | Улога                                               |
| ------------------ | --------------------------------------------------- |
| Рене Биторајац     | Олег, предузетник, Николин рођак                    |
| Крешимир Микић     | Никола, незапослени инжењер, директор Олегов братић |
| Јована Стојиљковић | Шеила, кусторка, ради у фабрици као преводилац      |
| Изудин Бајровић    | Владо Јанда, инжењер и бивши синдикални вођа        |
| Горан Богдан       | Бранош, предрадник                                  |
| Тихана Лазовић     | Липша, конобарица                                   |
| Славко Штимац      | Раган, шериф                                        |
| Стипе Радоја       | Ерол, Раганов отуђени син                           |
| Лана Барић         | Тања                                                |
| Рада Мркшић        | Нада, Шеилина тетка                                 |
| Трпимир Јуркић     | Власник Куће                                        |
| Горан Марковић     | Гиго                                                |
| Милена Зупанчич    | Алиса                                               |
| Анђела Рамљак      | Јосипа                                              |
| Марко Мандић       | Малком                                              |

## Награде
2021.
- , Лил, Француска — Гран-при за најбољу страну серију у програму
- , Минхен, Немачка — Награда публике